# Groupe de la Bussière
Pour les articles homonymes, voir Bussière.
Le Groupe de la Bussière, dit également Groupe d’histoire religieuse, est une association non déclarée d'Histoire religieuse fondée par cinq historiens de l’enseignement public.

## Histoire
Dans les années 1950, quelques élèves de l’École normale supérieure portent leur attention sur l'intérêt des travaux dans la perspective historiographique ouverte par Gabriel Le Bras. En 1958, Charles de La Roncière, attaché de recherche au CNRS à Florence, rencontre Jean Chélini, un historien spécialiste de l'histoire des religions. Ils forment un groupe de réflexion (Bernard Comte, Jean Chelini, Charles de La Roncière, Jean-Louis Monneron, Marc Venard) dont la réunion de fondation a lieu à Florence la même année,.
Leur but était de renouveler les problématiques de l’histoire religieuse française, alors fort peu présente dans la recherche historique,.
Rassemblant des historiens travaillant sur l’histoire religieuse, essentiellement chrétienne, à toute période, le Groupe de la Bussière a joué un rôle important dans le développement de cette spécialité, qui était quasiment réduite jusque-là à une branche de la théologie, l’histoire de l’Église. Il a accompagné la révolution des Annales dans le domaine de l’histoire religieuse en y introduisant les méthodes statistiques, l’anthropologie et l’histoire culturelle. Il est en grande partie à l'origine de la collection Histoire du christianisme qui donne dans les années 1990 une vaste synthèse de l'histoire du christianisme des origines à l'époque contemporaine,.
Le Groupe de la Bussière est membre de la Commission internationale d'histoire et d’étude du christianisme (CIHEC)[pertinence contestée][source secondaire nécessaire],.
Il se réunit chaque année pour des échanges autour d'une problématique transversale et diffuse en son sein une brochure polycopiée.
Le groupe s'est réuni entre 1967 et 1981 à l'abbaye de la Bussière (La Bussière-sur-Ouche, Côte-d'Or), d'où son nom. En 1982, à l'Abbaye Saint-Maur de Glanfeuil. En 1983, chez les Maristes à Pomeys. En 1984, au château du Thil. En 1985 et 1986, à Crécey-sur-Tille. De 1988 à 2013, la rencontre a eu lieu à la Maison du Sanctuaire de Notre-Dame de Mont-Roland, à Dole, Jura.

## Participants
- Gérard Cholvy, Yves-Marie Hilaire, Jean-Marie Mayeur, André Vauchez, Jacques Le Brun[13]
- Roger Aubert, Étienne Fouilloux[14]
- Christian Sorrel[15]
- Michel de Certeau[16].

## Publication
- Groupe de La Bussière, Pratiques de la confession. Des Pères du désert à Vatican II. Quinze études d'histoire, réunies par Michel Sot, Pans, éditions du Cerf, 1983 compte-rendu in Jean Pirotte, Revue belge de Philologie et d'Histoire, année 1987 65-4, p. 943-944 [lire en ligne]